# Аль-Касім Канун ібн Мухаммад
Аль-Касім Канун ібн Мухаммад ібн аль-Касем (араб. القاسم كنون بن محمد بن القاسم; д/н–948) — 11-й імам і султан держави Ідрісидів у Магрибі в 937—948 роках.

## Життєпис
Син Мухаммада і онук Аль-Касем, сина імама Ідріса I. Отримав прізвисько Канун за знання ісламського законодавства.
Після поразки брата Аль-Хасана I у 925 році продовжив боротьбу проти Фатімідського халіфату. Зміг затвердитися у Ер-Рифі. 929 року відвоював Арзілу і Шеллу, відновивши кордон з державою берегватів.
930 року уклав союз з кордовським халіфом Абд ар-Рахманом III. Зробив базою фортецю Ель-Ксар-ель-Кебір. У відповідь мекнаси на чолі з Мусою ібн Абу аль-Афією, валі Фесу, завдали поразки Аль-Касіму. Цим скористався кордовський халіф, що 931 року зайняв Сеуту. 934 року Аль-Касім втратив більшість своїх володінь.
937 року скористався поновленням боротьби між берберами-мекнаса проти Фатімідів відвоював значну частину колишньої держави Ідрісидів, окрім міста Фес. 938 року допоміг халіфу Абд ар-рашиду III придушити заколот валі Сеути.
Повстання хариджитів на чолі з Абу Язидом в Іфрикії скувало сили Фатімідів та їх васалів Аглабідів. Завдяки цьому Аль-Касім панував мирно до самої смерті у 948 році. Йому спадкував син Абу'л-Айш Ахмад.